# Lucyna Frąckiewicz
Lucyna Maria Frąckiewicz (ur. 12 maja 1926 w Wiedniu, zm. 6 czerwca 2009) – polska ekonomistka, profesor doktor habilitowany, specjalistka w zakresie polityki społecznej, pracownik naukowo-dydaktyczny Uniwersytetu Śląskiego. Była wnuczką malarza Juliana Fałata.

## Życiorys
Córka Mariana Niemczewskiego i jego drugiej żony Heleny Fałatówny. Wychowała się na zamku w Grodźcu. W 1958 ukończyła studia ekonomiczne na Akademii Ekonomicznej w Katowicach, następnie w 1966 uzyskała doktorat w Wyższej Szkole Ekonomicznej w Sopocie, w 1972 uzyskała habilitację na Akademii Ekonomicznej w Katowicach, a w 1987 otrzymała tytuł naukowy profesora nauk ekonomicznych. Od 1975 związana była z Uniwersytetem Śląskim, gdzie zatrudniona była w Zakładzie Polityki Społecznej i Metodologii Badań Społecznych w Instytucie Nauk Politycznych Wydziału Nauk Społecznych.
W latach 1993–1996 piastowała funkcję rektora Akademii Ekonomicznej w Katowicach. Była także prodziekanem Wydziału Nauk Społecznych Uniwersytetu Śląskiego.
Była założycielką i wieloletnią przewodniczącą Katowickiego Oddziału Polskiego Towarzystwa Gerontologicznego, zastępcą przewodniczącego Komitetu Pracy i Polityki Społecznej PAN oraz Polskiego Towarzystwa Polityki Społecznej. Była także członkiem Międzynarodowej Unii Demograficznej.